# Franc CFA

Estats que usen el franc CFA:
UEOMA
CEMAC

El Franc CFA (francès: franc CFA, [fʁɑ̃ seɛfɑ], franc de la Comunitat Financera d'Àfrica, originalment Franc de les colònies franceses a l'Àfrica, o col·loquialment franc; abreviatura: F.CFA) és el nom de dues monedes, l'occidental El franc CFA africà, utilitzat a vuit països de l'Àfrica Occidental, i el franc CFA d'Àfrica central, utilitzat en sis països de l'Àfrica Central. Tot i que estan separades, les dues monedes del franc CFA sempre han estat en paritat i són efectivament intercanviables. Els codis de moneda ISO són XAF per al franc CFA d'Àfrica Central i XOF per al franc CFA de l'Àfrica Occidental. El 22 de desembre de 2019, es va anunciar que la moneda de l'Àfrica Occidental seria reformada i substituïda per una moneda independent que es diria Eco.
Tots dos francs CFA tenen un tipus de canvi fix (peg) a l'euro: 1 € = 655.957 FCFA exactament, i els països membres van dipositar la meitat de les seves reserves de divises al Tresor francès. La moneda ha estat criticada per restringir la sobirania dels estats membres africans, posant efectivament la seva política monetària en mans del Banc Central Europeu. Altres argumenten que el CFA "ajuda a estabilitzar les monedes nacionals dels països membres de la Zona Franca i facilita enormement el flux d'exportacions i importacions entre França i els països membres".
El maig de 2020, l'Assemblea Nacional francesa va acordar posar fi al compromís francès amb el franc CFA de l'Àfrica Occidental, inclosos els requisits de dipòsits de reserva exterior. S'espera que el franc CFA de l'Àfrica Occidental sigui rebatejat com a "Eco" en un futur proper.

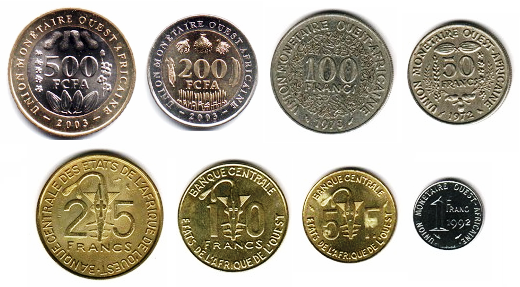
Monedes de franc de l'Àfrica Occidental

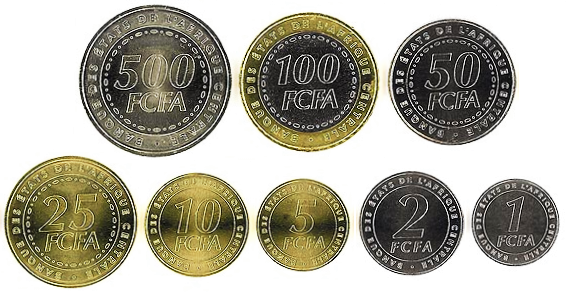
Monedes de franc de l'Àfrica Central

És la moneda de 14 estats africans que eren colònies franceses, amb l'excepció de Guinea Equatorial (antiga colònia espanyola) i Guinea Bissau (antiga colònia portuguesa). Aquests catorze països tenen una població combinada de 193,1 milions de persones (a partir del 2021) i un PIB combinat de 283,0 mil milions de dòlars EUA (a partir del 2021).
Aquests estats són:
- Benín, Burkina Faso, la Costa d'Ivori, Guinea Bissau, Mali, el Níger, el Senegal i Togo, agrupats en la Unió Econòmica i Monetària de l'Oest d'Àfrica (UEMOA);

- el Camerun, la República Centreafricana, la República del Congo, el Gabon, la Guinea Equatorial i el Txad, agrupats en la Comunitat Econòmica i Monetària de l'Àfrica Central (CEMAC).

Les sigles CFA originàriament significaven «Colònies Franceses de l'Àfrica». Durant el procés de descolonització va passar a ser «Comunitats Franceses de l'Àfrica». Avui, «franc CFA» significa «franc de la Comunitat Financera de l'Àfrica» per als estats membres de la UEMOA, i «franc de la Cooperació Financera a l'Àfrica Central» per als estats membres de la CEMAC.
El seu valor és fix des de l'1 de gener de 1999 respecte a l'euro a la taxa d'1 euro = 655,957 Fcfa.